# 乳房よ永遠に
『乳房よ永遠に』（ちぶさよとわに）は、1972年10月30日 - 12月29日にTBS「花王 愛の劇場」枠にて放送された昼ドラマである。テレビ映画。カラー作品。全45回。

## 概要
「愛の劇場」第24作。中城ふみ子の歌集『乳房喪失』を原案としたオリジナルストーリー。ガンで余命いくばくもない女性が、家族に支えられてひたむきに生きる姿を描くヒューマンドラマ。

## 物語
夫と二人の子供に囲まれ幸せに暮らしていたゆう子は、ある日突然ガンに襲われ乳房を失う。死期を知ったゆう子は、夫、子供たちへの愛をひたすら歌に託し、残り少ない生命を懸命に生きようとする。
　

## キャスト
- 上条ゆう子 ……… 長山藍子
- 上条勇 …………… 山本豊三
- 上条たつ ………… 東郷晴子
- 上条正夫 ………… 斉藤信也
- 上条あき子 ……… 瀬島充貴
- 林田健作 ………… 佐野周二
- 林田俊一 ………… 横井徹
- 林田夏子 ………… 田浦環
- 玉川伊佐男
- 蔵悦子
- 泉洋子

## スタッフ
- 原作：中城ふみ子
- 脚本：高岡尚平
- 監督：三輪彰、鶴島光重
- 音楽：渡辺岳夫
- プロデューサー：大下晴義(東京映画)、金川勝利(TBS)
- 制作：東京映画・TBS

## 主題歌
- 「愛の追憶」
  - 作詞：水野礼子 / 作曲：渡辺岳夫 / 編曲：松山祐士 / 歌：青山和子
- 「私の頬に涙をみたら」
  - 作詞：古野哲哉 / 作曲：渡辺岳夫 / 編曲：松山祐士 / 歌：青山和子